# المملكة المتوكلية اليمنية
الْمَمْلَكَةُ الْمُتَوَكِّلِيَّةُ الْيَمَنِيَّةُ هي مملكة قامت في بداية القرن العشرين في الجزيرة العربية، بعد هزيمة العثمانيين في عدة معارك التي قادها الإمام يحيى حميد الدين من أجل إقامة دولته. وسقطت المملكة عام 1962 م بعد ثورة 26 سبتمبر بإعلان نشأة الجمهورية العربية اليمنية.

## التاريخ
كان يحيى حميد الدين المتوكل إماما على الزيدية في اليمن وبخروج العثمانيين عام 1918 م، أراد الإمام توسيع نفوذه ليشمل كامل اليمن ويعيد إحياء ملك أجداده القاسميين. ولم يعترف بالمعاهدة الأنجلو العثمانية بترسيم الحدود الذي قسم اليمن لشمال وجنوب. عام 1915 م، وقع الأدارسة في جازان على معاهدة مع الإنجليز لقتال الأتراك وفي المقابل، تضمن لهم استقلالهم فور انتهاء الحرب العالمية الأولى. قضى الإمام يحيى حميد الدين السنين الأولى بعد خروج العثمانيين يحاول التوسع واستعادة «الدولة القاسمية». توجه الإمام جنوبًا 1919 م واقترب خمسين كيلومترًا من عدن بسهولة فقصف الإنجليز جيش الإمام بالقنابل واضطر للتراجع، وأسرع الإنجليز نحو الساحل التهامي وسيطروا على الحديدة ثم سلموها لحليفهم الإدريسي في صبيا عام 1920 م، فكافئوا صديقًا بمعاقبة عدو وأخذ الإنجليز بالتوسع وضم المشيخات المتعددة المحيطة بعدن لحمايتها، كان إجراء احترازيًا لمنع الأئمة الزيدية من اقتحام عدن أكثر من كونها رغبة منهم بضم المشيخات الصغيرة للإمبراطورية 
هاجم الإمام يحيى حميد الدين الحديدة بقوة من القبائل في المرتفعات غالبهم من حاشد. عدد من الأضرحة الصوفية لمن اعتبرهم سكان تهامة أولياءً صالحين، سويت بالأرض بأمر من الإمام الزيدي.
ثم توجه نحو صبيا وحاصر الإدريسي واقتحمت قوات الإمام جيزان ونجران عام 1926 م عرض الإدريسي على الإمام يحيى الاتحاد وإنهاء النزاع شريطة اعتراف الإمام به وبأسرته حكامًا على عسير الجنوبية (صبيا)، رفض الإمام يحيى العرض وأصر على إخراج الأدارسة من اليمن لدرجة أنه شبههم بالإنجليز في جنوبه.

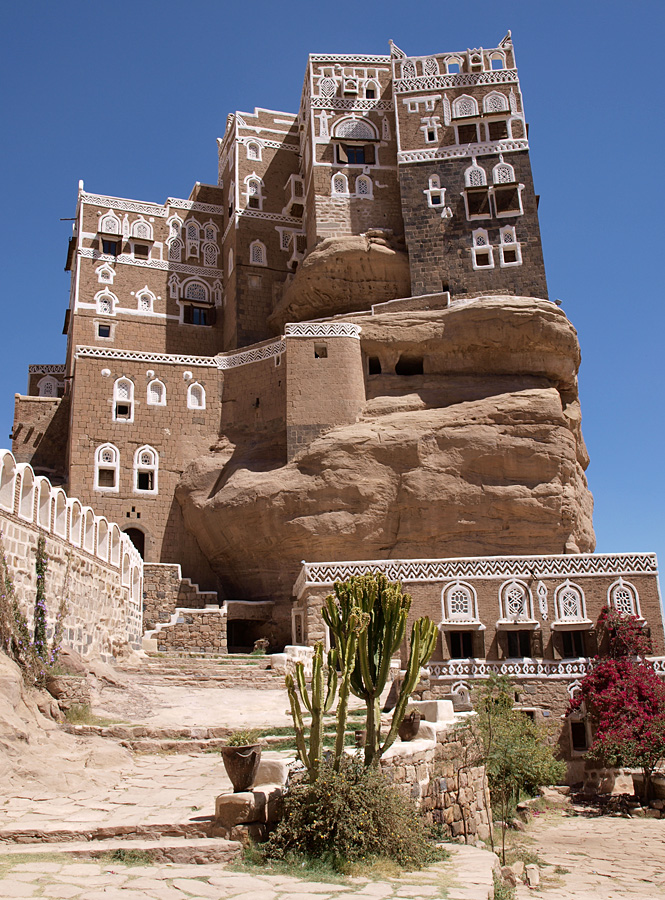
دار الحجر كان منزلًا للإمام يحيى حميد الدين قرب صنعاء

توجهت قوات الإمام جنوبًا للمرة الثانية وما بين 1926 - 1928 م شنت عدة غارات على المحمية حتى قصف الإنجليز تعز وإب بالطائرات كبدت قوات الإمام خسائر فادحة. ثم توجه علي بن ناصر القردعي المرادي بقوة قبلية صغيرة من مراد وبلحارث للسيطرة على شبوة قصفها الإنجليز بالطائرات وأخبروا المرادي أن شبوة ليست جزءا من اليمن، فترسيم الحدود بين الإنجليز والأتراك عام 1905 - 1914 م كان ترسيما بين دولتين وفق المستعمر الإنجليزي. أحد مشايخ القبائل في شبوة كان منزعجا من الطائرات والقوات البريطانية ليس لهدف وجودها وهو التصدي لقبائل مراد ولكن لصورته التي اهتزت أمام أبناء قبيلته.
كانت الإمبراطورية الإيطالية أول من اعترف بالإمام يحيى ووصفته بملك اليمن، الاعتراف به ملكًا على اليمن أقلق البريطانيين في عدن لأنه يضفي شرعية لمطالب الإمام بمحمية عدن، لإن اليمن هو اسم منطقة جغرافية في شبه الجزيرة العربية فوصف الإمام يحيى حميد الدين بـ«ملك اليمن» يعني إنه ملك على كل هذه المنطقة ولكنه لم يكن، فغضب الإنجليز لهذا الاعتراف لأنه أضفى نوعًا من الشرعية على مساع الإمام.
توجه الأدارسة إلى ابن سعود وعرضوا عليه نفس العرض الذي عرضوه للإمام يحيى عام 1927 م، لم يخسر الأدارسة هدية البريطانيين الحديدة فحسب بل خسروا استقلالهم كذلك وأرادوا البقاء بأي وسيلة كانت حتى لو كانوا تابعين. سيطر ابن سعود على عسير وبحلول عام 1930 م نصب ابن سعود حاكمًا سعوديًا على المنطقة. كان من مصلحة البريطانيين اختفاء الإدريسي كلاعب مؤثر في المنطقة وإلغاء المعاهدة التي تمت بينهم عام 1915 م، كانت دولة الأدارسة دويلة حاجزة أنشأها الإنجليز أساسًا ولم يكن البريطانيين مستعدين لاستيلاء الإمبراطورية الإيطالية عليها واحتكار حق التنقيب عن النفط في جزر فرسان
قاد الأدارسة تمردًا ضد السعوديين عام 1932 م وألغوا حلفهم مع ابن سعود والتحقوا بالإمام يحيى حميد الدين، قمعت السعودية ثورة الأدارسة عام 1933 م واقتحمت قوات المملكة المتوكلية اليمنية جيزان ونجران مطالبين بعودة الحكم للأدارسة ولم تثمر المفاوضات بين الطرفين. قامت الحرب السعودية اليمنية بين مارس ومايو 1934 م وحاكى ابن سعود البريطانيين فلم يوجه قواته نحو المرتفعات الشمالية بل توجه مباشرة نحو الساحل التهامي  توقفت المعارك بتوقيع معاهدة الطائف. استعجل الإمام يحيى بتوقيع المعاهدة لأن ابن سعود كان يفتقر للإمكانيات اللازمة لاستمرار الحرب أصلًا، وكان يخشى تمردًا جديدًا من الإخوان وتفتقر قواته للخبرة في المعارك الجبلية لذلك توجه مسرعًا نحو تهامة إذ كان بإمكان الإمام يحيى أن يفعل مثلما فعل أسلافه مع الأتراك، استدراجه للمرتفعات الشمالية حيث القبائل القوية وتحويلها لمقبرة أخرى للغزاة وفق تعبير برنارد رايخ بروفسور العلوم السياسية والعلاقات الدولية بجامعة جورج واشنطن المعاهدة ألبت الطبقة الثرية على الإمام يحيى، مصداقية الإمام يحيى وشرعيته كحاكم تأثرت كثيرًا أمام النخب السياسية اليمنية بمن فيهم أبناء الإمام نفسه وعوائل مقربة من الإمام مثل بيت الوزير الذين كانوا يريدون استمرارية الحرب واستغلوا توقيعه على الاتفاقية للطعن في مصداقيته وشرعيته كإمام زيدي.

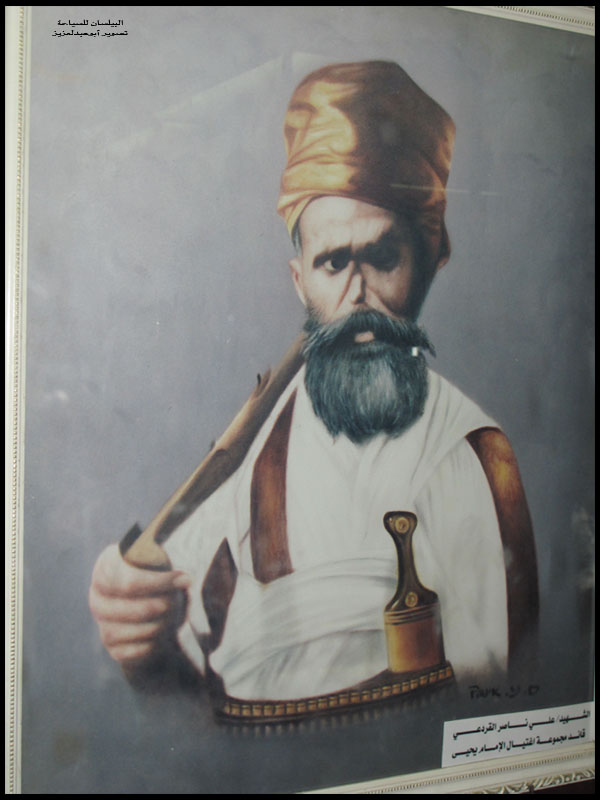
رسمة لعلي بن ناصر القردعي المرادي، أراد إمام الزيدية يحيى حميد الدين التخلص منه فزجه في معركة مع الإنجليز في شبوة ليعود المرادي ويقتل الإمام عام 1948 م

أسس الإمام يحيى حميد الدين حكمًا ثيوقراطيًا زيديًا تجاهل أبناء المذاهب الأخرى مثل الشافعية والإسماعيلية واعتبر يهود اليمن ذميين  وتبنى سياسة انعزالية خوفًا من أن تسقط بلاده لسلطة القوى الاستعمارية المتحاربة عقب الحرب العالمية الأولى وبالذات إيطاليا وبريطانيا وكذلك لإبعاد المملكة عن التيارات القومية التي ظهرت في المنطقة العربية تلك الفترة وساعده في ذلك أن جل المجتمع اليمني على أيامه كانوا من المزارعين يعيشون في قرى مكتفية ذاتيا. ولجأ لرفع الضرائب على المزارعين في مناطق أكثر خصوبة زراعيًا لدعم القبائل بالسلع والأموال وهو ما أثار استياء أبناء تلك المناطق ودفعهم لتشكيل تنظيمات تهدف لإسقاط المملكة 
عمل الإمام على بناء مؤسسة عسكرية حديثة في النصف الثاني من ثلاثينيات القرن العشرين، فأرسل العديد من الضباط للدراسة بالخارج فالمؤسسة العسكرية كانت المؤسسة الحكومية الوحيدة المتواصلة مع العالم الخارجي، فقد منع الإمام يحيى السفارات والبعثات الدبلوماسية من دخول البلاد وأي زائر أجنبي كان بحاجة إلى إذن شخصي منه. فدرس عبد الله السلال الذي أصبح أول رئيس للجمهورية العربية اليمنية في بغداد وكذا فعل أحمد بن يحيى الثلايا ودرس ضباط آخرون في مصر وهو ما جعلهم يتواصلون مع عدد من المدارس الفكرية في تلك البلدان مثل الإخوان المسلمين الذين ألهموا مؤسس حزب الأحرار اليمنيين محمد محمود الزبيري وأحمد محمد نعمان لم تكن مطالب الإصلاحيين إسقاط الإمامة في البداية، بدلالة مشروع الإمامة الدستورية الذي قاده الإمام عبد الله الوزير بمساعدة من حزب الأحرار اليمنيين عام 1948 م خلال ما سمي بثورة الدستور. اقتنص علي بن ناصر القردعي المرادي رأس الإمام في 17 فبراير 1948 م بعد انتخاب الأحرار لعبد الله الوزير إماما دستورياً 
شن أحمد حميد الدين ثورة مضادة وتمكن من إخماد ثورة الدستور وإعدام عبد الله الوزير وعلي بن ناصر  كان ابن سعود لا يحب الإمام أحمد حميد الدين ولكن تغييرًا دستوريًا في اليمن أسوأ من تولي أحمد حميد الدين الإمامة بالنسبة لابن سعود، فدعمه ليستعيد صنعاء وعمد إلى تأخير وصول بعثة جامعة الدول العربية لتقصي الحقائق. في عام 1955 م قام المقدم العائد من العراق أحمد بن يحيى الثلايا بالانقلاب على الإمام أحمد حميد الدين وحاصر قصره في تعز لعشرة أيام وخلال هذه المحاولة، احتدم الخلاف بين مدبري الانقلاب ما بين إسقاط المملكة أو تعيين عبد الله حميد الدين إمامًا بدلًا عنه، كان الثلايا يميل لتعيين الأمير عبد الله إمامًا ولم يخطط لقتل الإمام أحمد لإدراكه ما خلفه اغتيال الإمام يحيى خلال ثورة الدستور من انشقاق في صفوف القيادات فتوجه الأمير محمد البدر حميد الدين للمرتفعات الشمالية وجمع الأنصار وهاجمت القبائل تعز وأفشلت الانقلاب وأُعدم أحمد يحيى الثلايا في ملعب لكرة القدم.
انقلاب الثلايا جعل الإمام أحمد حميد الدين يعيد النظر في السياسة الانعزالية التي تبناها والده فقام بإصلاحات صورية لسحب البساط من تحت أقدام من سماهم بالحداثيين. هذه المحاولات من الإمام لم تزد رضى الناس عن حكمه بل زادتهم إيمانًا وقناعةً بضرورة رحيل بيت حميد الدين لأن الإمام لم يقم دولة وطنية حيث بقيت الولاءات القبلية والطبقية الاجتماعية سائدة، يتمتع الإمام فيها بسلطات مطلقة لا يحدها شيء وفي الثورات المتعاقبة ضد حكمه، كان أبناء عائلته يتأمرون ضده كذلك فأحداث هذه الفترة هي استمرارية لتاريخ طويل للأئمة الزيدية للقتال فيما بينهم لاستحقاق الإمامة حتى ابنه محمد البدر، خطط لاغتياله. كان الدعم التقليدي للأئمة الزيدية يأتي من المرتفعات الشمالية دائماً فلم يحظى الأئمة بدعم واحترام مناطق مثل تعز أو البيضاء ومأرب ولكن قبائل المرتفعات الشمالية أكثر تعصبًا ونزعة للاستقلال عن السلطات المركزية لفقر هذه المناطق مقارنة بالمناطق الأكثر خصوبة مثل إب وتعز، فرغم ولائهم المذهبي للأئمة الزيدية إلا أنها كانت أشبه بدويلات صغيرة لديها أراضيها، وحلفائها وزعمائها السياسيين (المشايخ) ومصالحها الخاصة. القبائل قبلت بدور الأئمة كزعماء دينيين لا سياسيين، لذلك فإن محاولات الأئمة الزيدية لإنشاء حقل سياسي لم تستمر طويلًا سواء في القرن السابع عشر خلال ما سمي بالدولة القاسمية أو المملكة المتوكلية في القرن العشرين.

## الجيش

### الجيش المظفر

صورة لأفراد من جيش المملكة المتوكلية اليمنية في صنعاء

تأسس «الجيش المظفر» (النظامي) في ربيع الأول 1337 هـ / ديسمبر 1918 م، في عهد الإمام يحيى بن محمد حميد الدين، على يد مجموعة من العسكريين العثمانيين الذين بقوا في اليمن بعد خروج زملاؤهم عام 1918 م، وتنوعت أساليب تدريبه من عثماني إلى سوري فعراقي ومصري وأردني، وهذا سبب بعض الإرباك في عمليتي التأهيل والتطوير للجيش، وكان يغلب على التدريب الجانب النظري أكثر من الجانب العملي، ومعظم القيادات العليا فيه من غير العسكريين، وحظيت هذه القيادات بمكانة عالية لدى الإمام أكثر من القيادات العسكرية، ويعزى ذلك ربما إلى اعتقاد الإمام أنهم أكثر من غيرهم ولاء للسلطة الحاكمة، ونتيجة لهذه الحظوة فقد اصطدمت هذه القيادات ببعض المدربين العسكريين؛ الأمر الذي أدى إلى خلل في عملية التدريب.
منذ أن أسس الإمام الهادي «يحيى بن الحسين بن القاسم» الدولة الزيدية الهاشمية عام 284 هـ الموافق 897 م، وحتى 1919 م، وهو عام تأسيس الجيش النظامي، فإن تلك الدولة التي تميزت بكثرة أشياعها في المناطق الشمالية والشمالية الغربية والمناطق الشرقية من المرتفعات الوسطى وكذلك كل الدول أو الدويلات التي عاصرتها، قد اعتمدت في حروبها التي خاضتها في مواجهة منافسيها، بشكل أساس على أنصارها من رجال القبائل الذين يسكنون المناطق الشمالية والشمالية الغربية والشرقية، وذلك النوع من المقاتلين يمكن تصنيفه في إطار ما عرف، تاريخيًا، باسم «الجيوش الوطنية التقليدية»، التي كان يقودها رؤساء العشائر، والتي ليس لها أية صفة نظامية، باعتبار أن كل رجل في القبيلة جندي من جنودها، وكان تشكيلها يتم عند الحاجة إليها، أو بتعبير آخر، عند ظهور مشكلات تمس مصالح القبيلة أو الدولة، حيث يتم استنفار المقاتلين بواسطة رؤساء العشائر وشيوخ القبائل، الذين يصبحون عند ذاك، هم «مقدمو» الجيوش القبلية، وقادتها في المعارك الحربية.
عندما أنشئ الجيش المظفر كانت مخازن السلاح مليئة بأعداد كبيرة من البنادق مختلفة الأنواع (حوالي 400,000 بندقية) بالإضافة إلى بطاريات مدفعية خفيفة وثقيلة، من عيارات وأوزان مختلفة، وفقًا لاحتياجات البيئة المتنوعة في اليمن، وكذلك أنواع مختلفة من الرشاشات الإنجليزية والعثمانية والإيطالية.
وفي عام 1922 م عقدت الحكومة عدة اتفاقيات وصفقات لتسليح الجيش مع دول وأفراد كانوا يمثلون دولهم ويأتون إلى اليمن تحت واجهات علمية أو تجارية. ومن تلك الدول إيطاليا وألمانيا وفرنسا، بالإضافة إلى عدد من سماسرة السلاح تم الاتفاق معهم بصورة شخصية. وخطى النظام الإمامي بعد ذلك خطوات أخرى حذرة فيما يتعلق بتسليح الجيش وتحديثه بلغت ذروتها عام 1956 م.
إلى جانب إخضاع القبائل المتمردة وحماية الإمام والأمراء والشخصيات العامة في الدولة، فإن الجيش يقوم بأعمال الضبط القضائي، والجبايات بالإضافة إلى الأعمال العسكرية المعروفة في الحدود.

### إنشاء الجيش الدفاعي

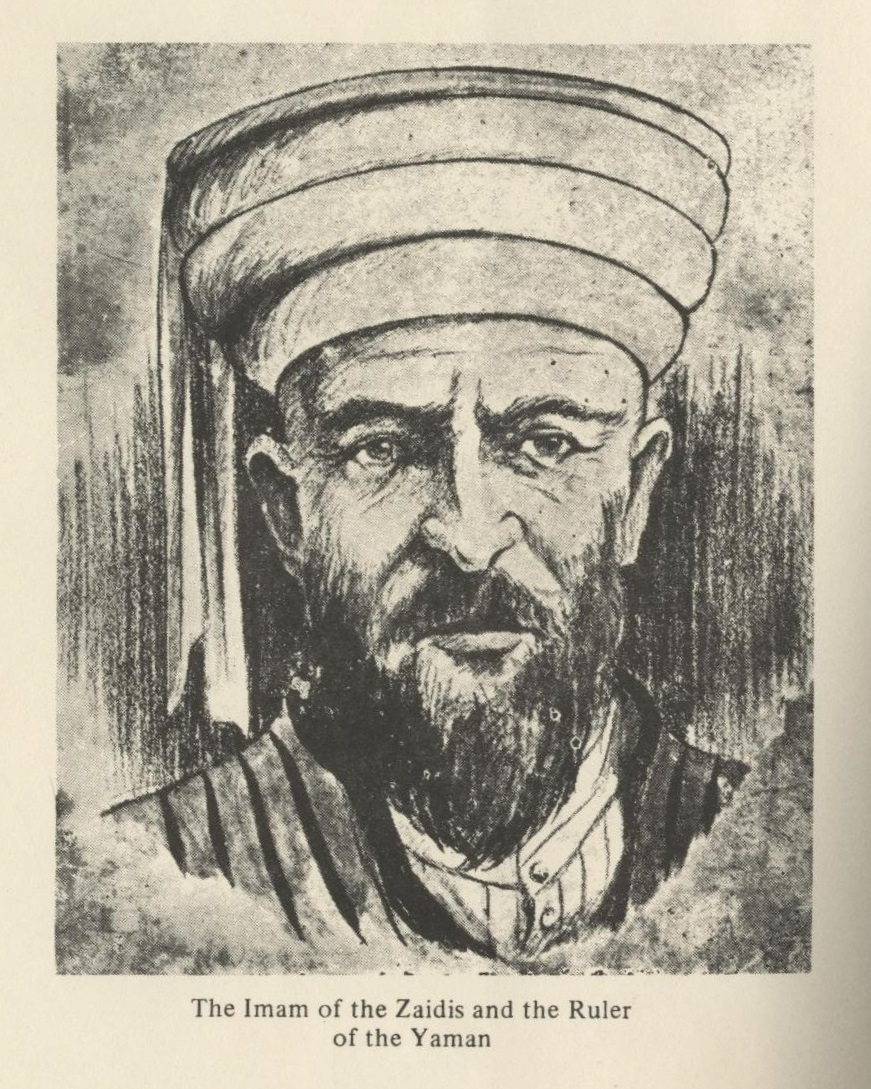
الإمام يحيى حميد الدين إمام اليمن (1904-1948)

إلى جانب «الجيش المظفر» تشكل «الجيش الدفاعي» (النظامي) في يناير 1937 م، على خلفية تزايد الأطماع الخارجية في الأراضي اليمنية، وعجز «الجيش المظفر» عن التصدي لها بمفرده، وأنيط بعملية تأسيسه إلى الفريق حسن تحسين الفقير  الذي شكله بنفس تشكيل الجيش المظفر، واتبع في تدريبه نظام الدورات كلما تدربت دورة من الأفراد يتم تسريحها بعد ستة أشهر لتعقبها دورة أخرى، وقد أدى هذا النظام إلى تدريب دورات عديدة، إلا أن هذه الفترة الزمنية للتدريب كانت غير كافية لإتقان الجنود التدريبات العسكرية، والمهارات القتالية، والتعليم على مختلف الأسلحة.
بعد أن تمكن الإمام يحيى حميد الدين من تحقيق أهم أهداف دولته وحقق قدرا أكبر من السيطرة على المناطق القبلية وشكل من أبنائها جيشه النظامي الأول، وخاض بهم حملات عسكرية ضد بعضهم وضد كل محاولات التمرد التي واجهتها دولته في مناطق مختلفة من اليمن، تعرض للخطر الإقليمي الآخر (المعروف مسبقًا) من الحدود الشمالية والشمالية الغربية للدولة المتمثل في الجيش السعودي الذي هزم الجيش اليمني في الحرب السعودية اليمنية واستطاع السعوديون أن يضموا أجزاءً من الأراضي اليمنية ممثلة في المخلاف السليماني (نجران وجيزان) واجتياح حجة والحديدة [بحاجة لمصدر]، وكذلك اشتد خطر الأطماع البريطانية على المملكة من الجهة الجنوبية.
عندما وصلت التوترات مع المملكة العربية السعودية وقوات الاحتلال البريطاني إلى مستوى الاشتباكات العسكرية التي حدثت عام 1934 م في الحرب السعودية اليمنية آنذاك، تبين للإمام يحيى بعد أن خسر الوطن أجزاء عزيزة منه، أن جيشه دون مستوى منازلة الجيوش النظامية المدربة تدريبًا جيدًا والأفضل عدةً وعتادًا.
في ضوء نتائج تلك الحرب، ونظرا لتعثر محاولات إصلاح الجيش المظفر، وكذلك ظهور تذمرات في أوساط الضباط، والمستنيرين من دعاة الإصلاح إثر هزيمة الجيش في الحربين، فقد استقر رأي الإمام يحيى على إنشاء جيش جديد وهو «الجيش الدفاعي» النظامي يقوم على الخدمة الإلزامية لكل حاملي السلاح بغض النظر عن المستوى العمري. وإصدار تعليمات ملزمة بذلك. وإلى جانب ذلك إعادة تنظيم الجيش البراني (القبلي)؛ كونه الجيش الأساس الذي اعتمد عليه الأئمة.
اتخذ الجيش الدفاعي شكلًا آخر من أشكال التنظيم وهو التنظيم الرباعي لكل مستوياته الهرمية. وكانت الأربعة أفواج هي، تقريبًا، قوام كل دور من الأدوار الستة عشر كما تشير سجلات ذلك الجيش. وقد كان الشكل العام للتنظيم الهيكلي للجيش الدفاعي على النحو التالي:
- أمير الجيش الدفاعي.
- وكيل الجيش الدفاعي.
- قادة الطوابير.
- قادة السرايا.
- قادة الفصائل.
- قادة الجماعات.
- الجنود.

### تحديث الجيش

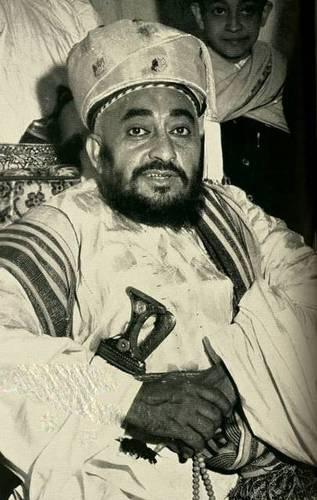
الإمام أحمد بن يحيى آخر أئمة اليمن (1948 - 1962)

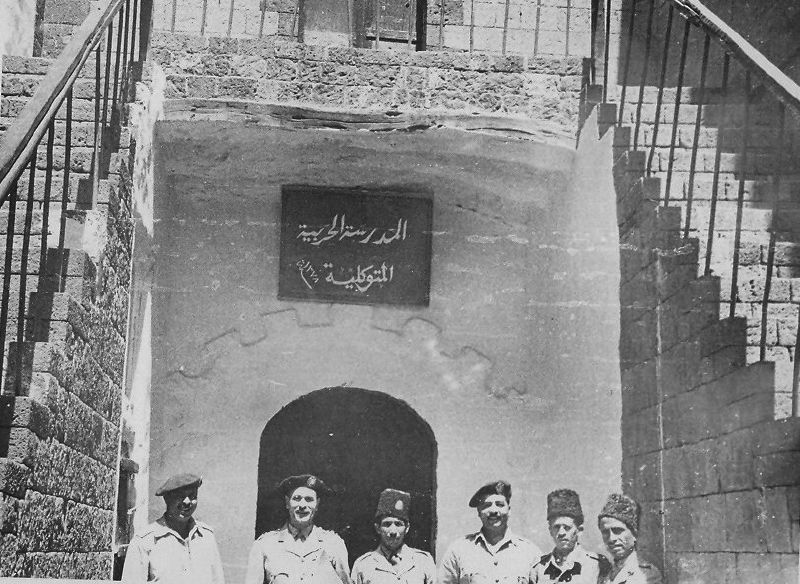
بوابة المدرسة الحربية المتوكلية 1958

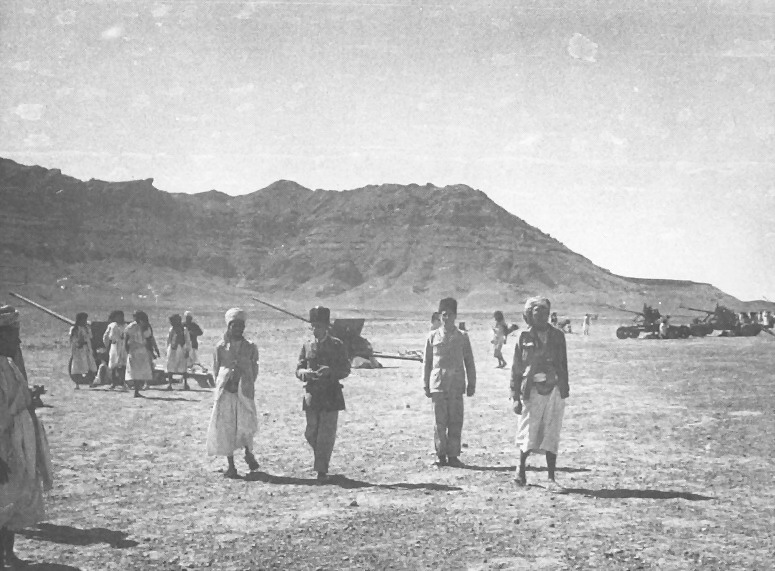
معسكرات تدريب لجيش المملكة المتوكلية اليمنية في صنعاء 1958

بالنظر إلى الضغوط التي مارستها بريطانيا على أمريكا ودول الغرب فيما يتعلق بتسليح الجيش اليمني، وفي مقابل الموقف السعودي الذي يدعم الاتجاه الحسني المحافظ، اتجه الإمام محمد البدر حميد الدين إلى تحسين علاقته بالرئيس جمال عبد الناصر وحكومة الثورة في مصر، التي أمدته ببعض الخبراء العسكريين والمدرسين. كما اتجه صوب المعسكر الاشتراكي السابق وعقد مع بعض دوله، وخاصة الاتحاد السوفياتي وتشيكوسلوفاكيا والصين، اتفاقيات تضمنت: تزويد اليمن بالأسلحة وصيانتها وتدريب اليمنيين عليها، وشملت 42 طائرة حربية مختلفة و30 دبابة من طراز تي 34 و50 دبابة من عيار 100 ملم مدافع اقتحام و100 مدفع ميدان و70 ناقلة جنود مدرعة و70 سيارة نقل «زل وفورجوٍ».
وقد مثلت تلك الصفقة خطوة كبيرة متقدمة، بل قفزة نوعية في تاريخ الجيش اليمني بالمقارنة مع ما قبلها، فكان لها ما بعدها منذ ذلك التاريخ وحتى قيام ثورة 26 سبتمبر 1962.
وقد ترتب على صفقات التسليح خطوات إصلاحية أخرى، أهمها:
1. إعادة فتح الكلية الحربية عام 1957 م؛ [47]
2. إنشاء مدرسة الأسلحة في كل من صنعاء وتعز عام 1957 م؛
3. إنشاء كلية الطيران ومدرسة ضباط الصف ومركز تدريب المدفعية والمدرسة الحربية عام 1958 م؛
4. إنشاء كلية الشرطة في تعز عام 1959 م، وتخرجت الدفعة الأولى منها هناك؛
5. استقدام بعثة تدريبية تعليمية وأخرى عسكرية من الاتحاد السوفيتي وأخرى تعليمية مصرية؛
6. تشكيل وحدات جديدة هي:
  1. الجيش الوطني: وتشكلت له إمارة مستقلة أسوة بالجيشين المظفر والدفاعي، وكان أميره هو العقيد محمد حميد.
  2. فوج البدر، وهو أول وحدة مدرعات في الجيش اليمني.
  3. أنشأ ولي العهد (البدر) مكتبا خاصا يتبعه مباشرة ومهمته الإشراف والسيطرة المباشرة على إمارات الجيش، وكان ذلك المكتب هو بمثابة المقدمة لتشكيل قيادة عامة للقوات المسلحة التي ظلت تدار بواسطة إمارات الجيوش (المظفر، الدفاعي، الوطني، فوج البدر).

### حجم الجيش قبيل الثورة
مع بداية العقد السادس من القرن العشرين، وبعد تلك الإضافات الكمية والنوعية التي تمت في الجيش خلال المراحل المختلفة لنشوئه، فإن تعداد قوامه البشري قبيل ثورة 26 سبتمبر 1962 م قد بلغ حوالي 40,447 فردًا من مختلف الرتب، على النحو التالي:
1. الجيش المظفر: 22,090 فردا من مختلف المستويات.
2. الجيش الدفاعي: 15,990 فردا من مختلف المستويات.
3. الجيش الوطني 1,396 فردا من مختلف المستويات.
4. فوج البدر: 971 فردا من مختلف المستويات.

### الدور السياسي للعسكريين

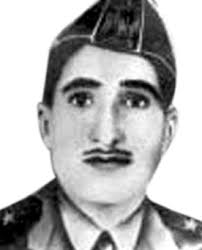
علي عبد المغني أول شهيد في ثورة 26 سبتمبر

شهدت ساحة العمل السياسي (السري) في اليمن نشاطا مناهضا للنظام الإمامي منذ بداية العقد الثالث من القرن العشرين، وشمل ذلك النشاط قوى اجتماعية مختلفة، كان في طليعتها مثقفو المدن، بمن فيهم بعض العسكريين الذين ظلوا يمارسون نشاطهم في إطار الحركة السياسية– الاجتماعية التي حملت على عاتقها عبء الدعوة إلى الإصلاح، ومن ثم بدأت تظهر «المعارضة العسكرية» على نطاق ضيق في أواخر الثلاثينيات من القرن العشرين، على إثر الوعي الوطني الذي بثته البعثتان العسكريتان العائدتان من العراق في أوساط الجيش، والمحاضرات السياسية والثقافية التي كان يلقيها أعضاء البعثة العسكرية العراقية على أفراد الجيش، وكذلك الدور التنويري الذي قام به الرئيس جمال جميل بعد رحيل هذه البعثة عن اليمن، وظل الحس السياسي ينمو لديهم بصورة أفضل مما هي عليه إلى أن بدؤوا يتدخلون في الحياة السياسية بصورة فعلية على مستوى المعارضة المدنية وليس السلطة بعد تأسيس الزبيري للجمعية اليمانية الكبرى عام 1946 م / 1365 هـ، على خلفية تكليف الرئيس جمال جميل في أحد اجتماعات المعارضة بإنشاء الجناح العسكري للثورة، وتوج العسكريون اشتراكهم في الحياة السياسية بالدور الذي قام به هذا الجناح في «ثورة الدستور» عام 1948 م / 1367 هـ، التي أخفقت بعد حوالي خمسة وعشرين يومًا من اندلاعها.
ولم يثنِ إخفاق هذه الثورة بعض ضباط الجيش عن الاستمرار في المعارضة السياسية للنظام الحاكم، بل إنهم تحمسوا أكثر بعد اندلاع الثورة المصرية عام 1952 م، حيث كانت هناك محاولات للتخلص من الإمام أحمد منها «انقلاب 1955 م»، و«محاولة اغتيال الإمام أحمد 1961 م»، وفي مقابل ذلك سعى الإمام أحمد إلى تضييق الخناق على بعض ضباط الجيش من خلال تشتيتهم على المواقع المختلفة وبصورة مفاجئة، وبث جواسيسه في أوساطهم لكشفهم.
توج الجيش دوره السياسي عندما انتظمت مجموعة من ضباطه في تنظيم سمي بـ«تنظيم الضباط الأحرار» الذي أينع ثمرة حركة المعارضة بكل قواها المدنية والعسكرية في النضال، عندما فجر ثورة 26 سبتمبر 1962 م التي أطاحت بالنظام الإمامي، وإعلان قيام الجمهورية العربية اليمنية وبهذا كان للجيش الريادة في حركة التغيير السياسي في اليمن في القرن العشرين.
يأتي نجاح تنظيم الضباط الأحرار في تفجير الثورة وإسقاط النظام الإمامي إلى استفادتهم من أسباب النكبات التي مُنيت بها حركة المعارضة بين عامي 1948 -1961 م، وتنسيق علاقاتهم مع مختلف قوى المعارضة مدنية وعسكرية، والسرية التي اتسم بها تنظيم الضباط، وكذلك الظروف التي كانت تعيشها المملكة المتوكلية اليمنية إبان تلك الفترة، والمتمثلة في تدهور صحة الإمام أحمد، والصراع على العرش بين ولي العهد محمد البدر وعمه سيف الإسلام الحسن، وتعميق الضباط وغيرهم من قوى المعارضة لهوة هذا الخلاف، وزاد من نجاح تنظيم الضباط الأحرار في تفجير الثورة الدعم الخارجي المؤيد لعملية التغيير السياسي في اليمن.
مع نهاية العام الأول من ستينات القرن العشرين، كان العسكريون قد نهجوا نهجًا آخر في نشاطهم المضاد للنظام الإمامي، حيث أنشأ البعض من صغار ومتوسطي الضباط تنظيمًا سياسيًا- عسكريًا خاصًا هو «تنظيم الضباط الأحرار» وأصبح دورهم أساسيًا، وحاجة القوى الوطنية إليهم ملحة فيما يتعلق بإنجاز الأهداف الرئيسة لقوى المعارضة.

### العسكريون والحكم
كان تنظيم الضباط الأحرار، قد اقتصر في عضويته على صغار ومتوسطي الضباط، وكان التنظيم في ما يتعلق بمسألة الحكم، كما يقول بعض قادته (مقتنعًا تمام الاقتناع) بعدم تحمل المسؤولية السياسية الجسيمة في الحكم، تاركا تلك المسؤوليات السياسية للآباء من العسكريين والمدنيين الذين سبق لهم أن خاضوا تجارب سياسية كثيرة، على أن تسير الأمور وفقًا لأهداف الثورة الستة التي أعدها التنظيم، وعلى أن يمثل التنظيم في «مجلس قيادة الثورة» شخصان من اللجنة القيادية هما الرئيس النقيب عبد اللطيف ضيف الله والملازم علي عبد المغني، وبقية عناصر التنظيم تتفرغ لبناء الجيش الوطني القادر على حراسة البلاد وحماية الثورة ومكاسبها. ويعلل الضباط السبتمبريون  ذلك بقولهم: "إن الثورية التي تمنح أصحابها حق الاستبداد بالحكم دون فسح المجال للخبرات والكفاءات الوطنية لا تعتبر ثورية وإنما انتهازية "

## التقسيم الإداري

### خلفية
كانت المخاليف (جمع مخلاف) هي الوحدة الإدارية في اليمن حتى عاد نفوذ الدولة العثمانية للمرة الأخيرة، وذلك في أعقاب استيلاء البريطانيين على عدن، فقسمت ما كانت تحكمه من اليمن (ولاية اليمن) إلى أربعة ألوية (جمع لواء)، وهي كالتالي:
1. لواء صنعاء ومخاليفه:
  - ومركزه مدينة صنعاء، ويشمل إلى جانب قضاء صنعاء أقضية:
    - قضاء حراز - قضاء كوكبان - قضاء آنس - قضاء حجة - قضاء ذمار -قضاء يريم - قضاء رداع - قضاء عمران.
2. لواء عسير ومخاليفه:
  - ومركزه مدينة أبها ويشمل أقضية:
    - قضاء محايل - قضاء رجال ألمع - قضاء بني شهر - قضاء غامد - قضاء صبيا - قضاء القنفذة
3. لواء الحديدة ومخاليفه:
  - ومركزه مدينة الحديدة ويشمل ثمانية أقضية:
    - قضاء زبيد - قضاء اللحية - قضاء الزيدية - قضاء جبل ريمة - قضاء حجور - قضاء بيت الفقيه - قضاء باجل - قضاء أبو عريش (جيزان ونواحيها).
4. لواء تعز ومخاليفه:
  - ومركزه مدينة تعز وكان يضم خمسة أقضية إلى جانب قضاء تعز:
    - قضاء إب - قضاء العدين - قضاء قعطبة - قضاء الحجرية - قضاء المخا

حيث أن القضاء الواحد يشمل عادة على ناحيتين أو ثلاث، وتتكون الناحية من عدة عزل، وتختلف من حيث كثرتها من ناحية إلى أخرى.
وتتكون العزلة من عدد غير محدود من القرى.
وكان يسمى الحاكم العثماني في اليمن (والي)، ومقر حكمه (ولاية)، وكان يسمى حاكم اللواء (متصرف) وحاكم القضاء (قائم مقام).

### التقسيم الجديد
حينما هزمت الدولة العثمانية في الحرب العالمية الأولى سنة 1918 م سلمت ما كانت تحكمه في اليمن (ولاية اليمن) إلى الإمام يحيى حميد الدين، فعدل وبدل وغير في النظام، فاستبدل أمير اللواء بـ«المتصرف»، والعامل بـ«القائم مقام»، وفصل «قضاء إب» من «لواء تعز» سنة 1340 هـ وجعله مرتبطًا بذمار، ثم بصنعاء مباشرة، وزاد في عدد الألوية، فجعل بلاد صعدة لواء عرف بـ«لواء الشام»، وكان حاكمه يدعى ناظرة الشام.
لما استحدث «لواء ذمار» وربط به «قضاء إب» كما ربط به «قضاء زبيد» وكذلك وصاب العالي ووصاب السافل وعتمة، ثم ربط به أيضًا «بلاد البيضاء» بعد امتداد نفوذ الإمام إليها سنة 1342 هـ ولم يلبث هذا اللواء بهذا الاتساع إلا فترة قصيرة، كان أمير هذا اللواء عبد الله الوزير فلما عينه الإمام يحيى في أعمال أخرى، ففصل عنه «قضاء إب» وربطه بصنعاء، وفصل عنه عتمة، وأعيد «قضاء زبيد» إلى «لواء الحديدة» كما كان، وجعلت «قضاء البيضاء» قضاء مستقلًا مرتبطًا بالعاصمة، حتى لم يبق منه إلا قضاء ذمار فقط، فتولى إدارته شقيقه الأكبر محمد بن أحمد الوزير، كما ربطت «ذمار» نفسها بـ«لواء صنعاء»
ثم في 1921 م - 1339 هـ استحدث الإمام يحيى حميد الدين «لواء حجة» بعد أن أضاف إليه «قضاء حجور» والشرفين وناحية كُحلان، وناحية الأهنوم، وحبور، والسودة، وقد أناطه بابنه الأكبر أحمد يحيى حميد الدين بعد أن قضى على تمرد محسن بن ناصر شيبان، ثم ضم إليه «قضاء ميدي» وناحية عبس، بعد امتداد نفوذ الإمام إليها عام 1241 هـ.
وفي سنة 1357 هـ أرسل الإمام يحيى ابنه الحسن واليًا على إب وجعلها مركز لواء، وضم إليها «قضاء العدين» و«قضاء ذي السفال»، وكانا تابعين لـ «لواء تعز»، كما ضم إليها «قضاء يريم» وقضاء النادرة وقعطبة.
وسلخ من قضاء رداع «مخلاف الحبيشية وبعض مخلاف الرياشية» وجعلهما ناحية مركزها دمت، وأضافها إلى «لواء إب» وأخذ بعض عزل من يريم، وبعض عزل من مغرب عنس، وبعض عزل من حبيش، وجعلها ناحية عرفت ب«ناحية القفر» وكان مركزها ربابة، ثم نقل المركز إلى رحاب.
وفي عهد الإمام أحمد حول مخلاف الشعر إلى ناحية، مركزها الرضائي، ومخلاف بعدان إلى ناحية مركزها العزلة، وجعلهما تابعين «للواء إب» مباشرة.
وجعل من البيضاء مركز لواء بعد أن ضم إليها «قضاء رداع» بناحيتيه (جبن - السوادية)، وجعل المحويت «لواء» سنة 1360 هـ بعد أن اضاف إليها قضاء كوكبان، وقضاء الطويلة، وناحية حفاش وملحان.
فأصبحت في الأخير اليمن مقسمة إلى 8 ألوية كالتالي:
- لواء صنعاء
- لواء ذمار
- لواء تعز
- لواء إب
- لواء الحديدة
- لواء المحويت
- لواء الشام (صعدة)
- لواء حجة

## السياسة الخارجية
- اتفاقية دعان مع الدولة العثمانية
- المعاهدة الإيطالية اليمنية

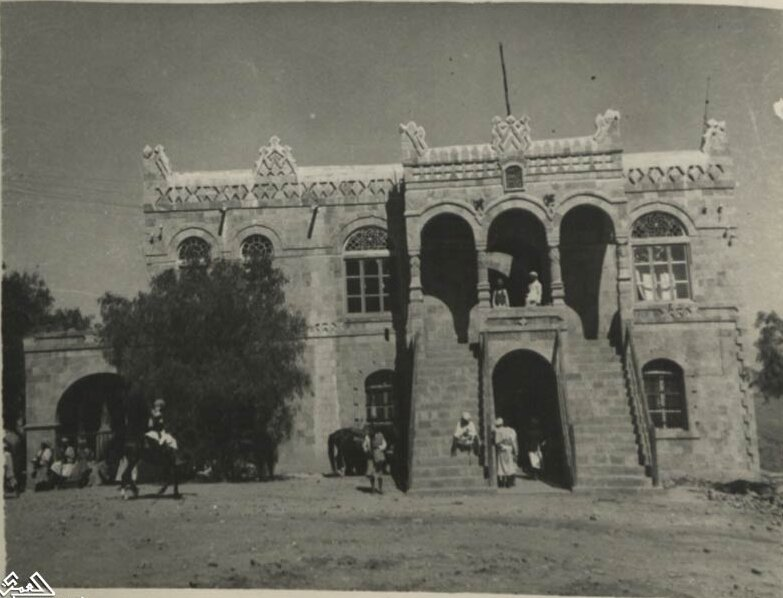
مبنى وزارة الخارجية في تعز عام 1952

- معاهدة الصداقة والتعاون بين الاتحاد السوفيتي واليمن
- معاهدة الصداقة والتعاون المتبادل بين اليمن وبريطانيا
- معاهدة الطائف مع المملكة السعودية

## التسلسل التاريخي للتطورات السياسية
| التاريخ   | السنة | الحدث |
| --------- | ----- | --- |
| 30 أكتوبر | 1918  | استقلال شمال اليمن من الدولة العثمانية وتأسيس الإمام يحيى حميد الدين للمملكة المتوكلية اليمنية. |
| 17 فبراير | 1948  | قيام ثورة الدستور واغتيال الإمام يحيى حميد الدين، وتولي نجله أحمد الحكم وقمع الثورة وإعدام قادتها. |
| 28 مارس   | 1955  | قيام انقلاب 1955 بقيادة المقدم أحمد الثلايا ضد الإمام أحمد ومحاصرة قصره في تعز، ثم هاجمت للقبائل المدينة مما أدى إلى فشل الانقلاب وإعدام الثلايا وضباط الانقلاب.                                              |
| يوليو     | 1959  | قيام تمرد 1959 من عدد من مشائخ حاشد وقادة من الجيش ضد الإمام أحمد الذي كان يعالج في إيطاليا، بدعم من نجله البدر، ولكن فشل التمرد بعد أن عاد الإمام أحمد من رحلته وألقى خطاب في الحديدة هدد فيه قادة الانقلاب. |
| 6 مارس    | 1961  | محاولة اغتيال الإمام أحمد في مستشفى الحديدة يقوم بها الضباط الأحرار «العلفي - اللقية - الهندوانة». |
| 19 سبتمبر | 1962  | وفاة الإمام أحمد بن يحيى متاثرا بجراحه التي أصيب بها في محاولة اغتيال 1961، وتولى ابنه محمد البدر الحكم. |
| 26 سبتمبر | 1962  | تفجير ثورة 26 سبتمبر على أيدي الضباط الأحرار ضد الحكم الملكي وقيام الجمهورية العربية اليمنية برئاسة عبد الله السلال، واشتعال حرب أهلية بين الجمهوريين الذين تساندهم مصر والملكيين الذين تساندهم السعودية.     |

## الرايات

علم مملكة اليمن ما بين (1918-1923)
علم مملكة اليمن (1927-1962)

## ملاحظة
1. ↑  لم تكن نجران خاضعة للأدارسة بل لعدد من المكارمة الإسماعيليين
2. ↑  قائد عسكري. ولد وتعلم بدمشق، خاض الحرب العالمية الأولى في الجيش العثماني، وتولى قيادة جيش الملك علي بن حسين (ملك الحجاز) بجدة، أيام حصار الجيش السعودي لها ولما دخلها الملك عبد العزيز آل سعود، خرج إلى اليمن، فعهد إليه الإمام يحيى حميد الدين بتنظيم جيشه.
3. ↑  يشمل مفهوم العسكريين (الضباط) ضباط الأمن الذين انخرطوا في تنظيم الضباط الأحرار ومارسوا العمل السياسي التنظيمي، واشتركوا في التنفيذ عند قيام الثورة.

## وصلات خارجية
- خريطة شبه الجزيرة العربية (1905-1923) بما في ذلك اليمن
- النشيد الوطني ل الملكة المتوكلية